# Finlande aux Jeux olympiques d'hiver de 1984
La Finlande participe aux Jeux olympiques d'hiver de 1984 à Sarajevo en Yougoslavie du 8 au 19 février 1984. Il s'agit de sa quatorzième participation à des Jeux d'hiver.
La délégation finlandaise est composée de 45 athlètes: 40 hommes et 5 femmes.

## Liste des médaillés
| Sport                  | Discipline             | Athlète(s)                                                            |
| Médaille d'or : 4      |                        |                                                                       |
| Ski de fond            | 10 km classique femmes | Marja-Liisa Hämäläinen                                                |
| Ski de fond            | 5 km classique femmes  | Marja-Liisa Hämäläinen                                                |
| Ski de fond            | 20 km classique femmes | Marja-Liisa Hämäläinen                                                |
| Saut à ski             | Grand tremplin hommes  | Matti Nykänen                                                         |
| Médaille d'argent : 3  |                        |                                                                       |
| Combiné nordique       | Individuel hommes      | Jouko Karjalainen                                                     |
| Saut à ski             | Petit tremplin hommes  | Matti Nykänen                                                         |
| Ski de fond            | 15 km classique hommes | Aki Karvonen                                                          |
| Médaille de bronze : 6 |                        |                                                                       |
| Combiné nordique       | Individuel hommes      | Jukka Ylipulli                                                        |
| Saut à ski             | Petit tremplin hommes  | Jari Puikkonen                                                        |
| Ski de fond            | 15 km classique hommes | Harri Kirvesniemi                                                     |
| Ski de fond            | relais 4 ×5 km femmes  | Pirkko Määttä Elja Hyytiäinen Marjo Matikainen Marja-Liisa Hämäläinen |
| Ski de fond            | relais 4 ×10 km hommes | Kari Ristanen Juha Mieto Harri Kirvesniemi Aki Karvonen               |
| Ski de fond            | 50 km classique hommes | Aki Karvonen                                                          |

| Sport            | Médaille d'or, Jeux olympiques | Médaille d'argent, Jeux olympiques | Médaille de bronze, Jeux olympiques | Total |
| ---------------- | ------------------------------ | ---------------------------------- | ----------------------------------- | ----- |
| Ski de fond      | 3                              | 1                                  | 4                                   | 8     |
| Saut à ski       | 1                              | 1                                  | 1                                   | 3     |
| Combiné nordique | 0                              | 1                                  | 1                                   | 2     |
| Total            | 4                              | 3                                  | 6                                   | 13    |